# Кудрявцев, Фёдор Яковлевич
Фёдор Я́ковлевич Кудря́вцев (4 февраля 1905, Кордемтюр, Яранский уезд, Вятская губерния, Российская империя — 2 апреля 1961, Йошкар-Ола, Марийская АССР, РСФСР, СССР) — советский государственный, партийный и административный деятель. Председатель Йошкар-Олинского городского совета Марийской автономной области (1932), заместитель председателя Йошкар-Олинского городского исполкома (1946—1957). Участник Великой Отечественной войны. Член ВКП(б) с 1940 года.

## Биография
Родился 4 февраля 1905 года в с. Кордемтюр ныне Советского района Марий Эл в семье крестьян-середняков. 
В 1918–1921 годах учился на педагогических курсах, в 1925 году окончил Марийские областные партийные курсы.
С 1925 года — заведующий школой колхозной молодёжи в п. Старый Торъял, председатель райкомов профсоюзов в пп. Новый Торъял и Сернур Марийской автономной области. В 1929 году избран председателем Оршанского контрольного исполкома, в 1931—1932 годах — председателем контрольного исполкома в п. Оршанка МАО.
В 1932 году — председатель Йошкар-Олинского городского Совета. Затем — инструктор Марийского областного исполкома, с 1933 года — сотрудник Марийского областного суда. В 1935 году окончил Высшие курсы при Всесоюзной правовой академии, по окончании — член, заместитель председателя Верховного суда Марийской АССР. В 1940 году вступил в ВКП(б).
В декабре 1941 года призван в РККА. Участник Великой Отечественной войны: политорганизатор 235 отдельного мотоинженерного батальона 3 гвардейской танковой армии в Московском военном округе и 1 гвардейской армии на 1 Украинском фронте, капитан. Демобилизовался из армии в декабре 1946 года. Награждён орденом Красной Звезды и медалями, в том числе медалью «За боевые заслуги».
После войны до 1957 года — заместитель председателя Йошкар-Олинского городского исполкома.
Скончался 2 апреля 1961 года в Йошкар-Оле.

## Награды
- Орден Красной Звезды (03.03.1944)[4]
- Медаль «За боевые заслуги» (14.10.1943)[4]
- Медаль «За победу над Германией в Великой Отечественной войне 1941—1945 гг.» (09.05.1945)[4]
- Почётная грамота Президиума Верховного Совета Марийской АССР (1951, 1957)[2]